# Steller-oroszlánfóka
A Steller-oroszlánfóka (Eumetopias jubatus) az emlősök (Mammalia) osztályának ragadozók (Carnivora) rendjébe, ezen belül a fülesfókafélék (Otariidae) családjába tartozó Eumetopias nem egyetlen faja.
Nevét Georg Wilhelm Steller német természettudósról kapta.

## Előfordulása
Az Ohotszki-tenger területén (Kuril-szigetek, Kamcsatka, Oroszország, Kanada stb. partjainál) honos. Kóborlásai során eljut Japán, Kína, Korea partvidékére is.

## Megjelenése
A Steller-oroszlánfóka bundája világosbarna. A kölykök születésükkor fekete színűek. A hímek súlya 600-1100 kilogramm, hossza pedig elérheti 3,3 métert is. A nőstények kisebb méretűek, testsúlyuk átlagosan 300 kilogramm, hossza 2,5 méter. Az újszülött kölykök átlagosan 25 kilogrammosak.
|  |

## Életmódja
Ragadozó életmód, fő táplálékai makrélafélék, hering, lazac, tőkehalfélék, tintahalak és fejlábúak.